# Monte Forte (Sardegna)
Monte Forte è un rilievo montuoso situato nella Nurra, sub-regione storica della Sardegna nord occidentale; fa parte amministrativamente del comune di Sassari da cui dista circa 30 chilometri. Con i suoi 464 m. costituisce il punto più alto della Nurra.

## Descrizione
Il monte è costituito da quarziti scistose con intrusioni di quarzo ed è ricoperto da una fitta vegetazione composta prevalentemente da lecci, corbezzolo, lentisco, fillirea, rosmarino ed erica. La fauna selvatica è quella tipica della macchia mediterranea, con una esuberante presenza di cinghiali.
Sulla cima della montagna sono presenti i resti dell'antico castello di Monteforte di cui sono rimaste tracce delle fondamenta. Nel punto più elevato, da giugno ad ottobre, è presente una postazione di vedetta dell'apparato antincendi regionale dalla quale è possibile controllare una porzione di territorio di notevole vastità che spazia dal golfo dell'Asinara alla piana di Alghero, sino alle alture di Sennori ed Osilo.
Alle falde del monte, lungo la strada provinciale 18, sono presenti due borgate di Sassari: l'omonima frazione di Monte Forte e La Corte.

## Galleria d'immagini

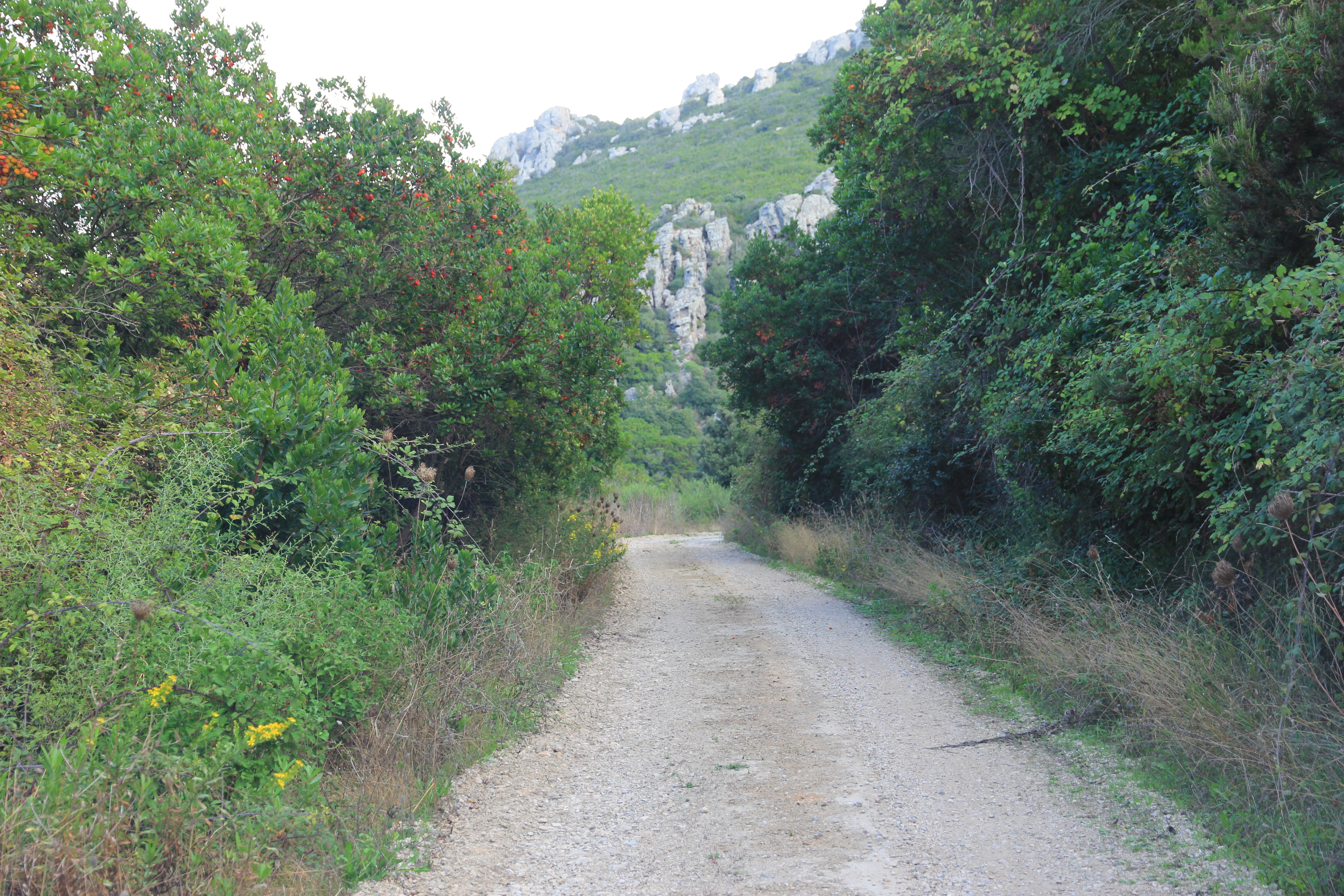
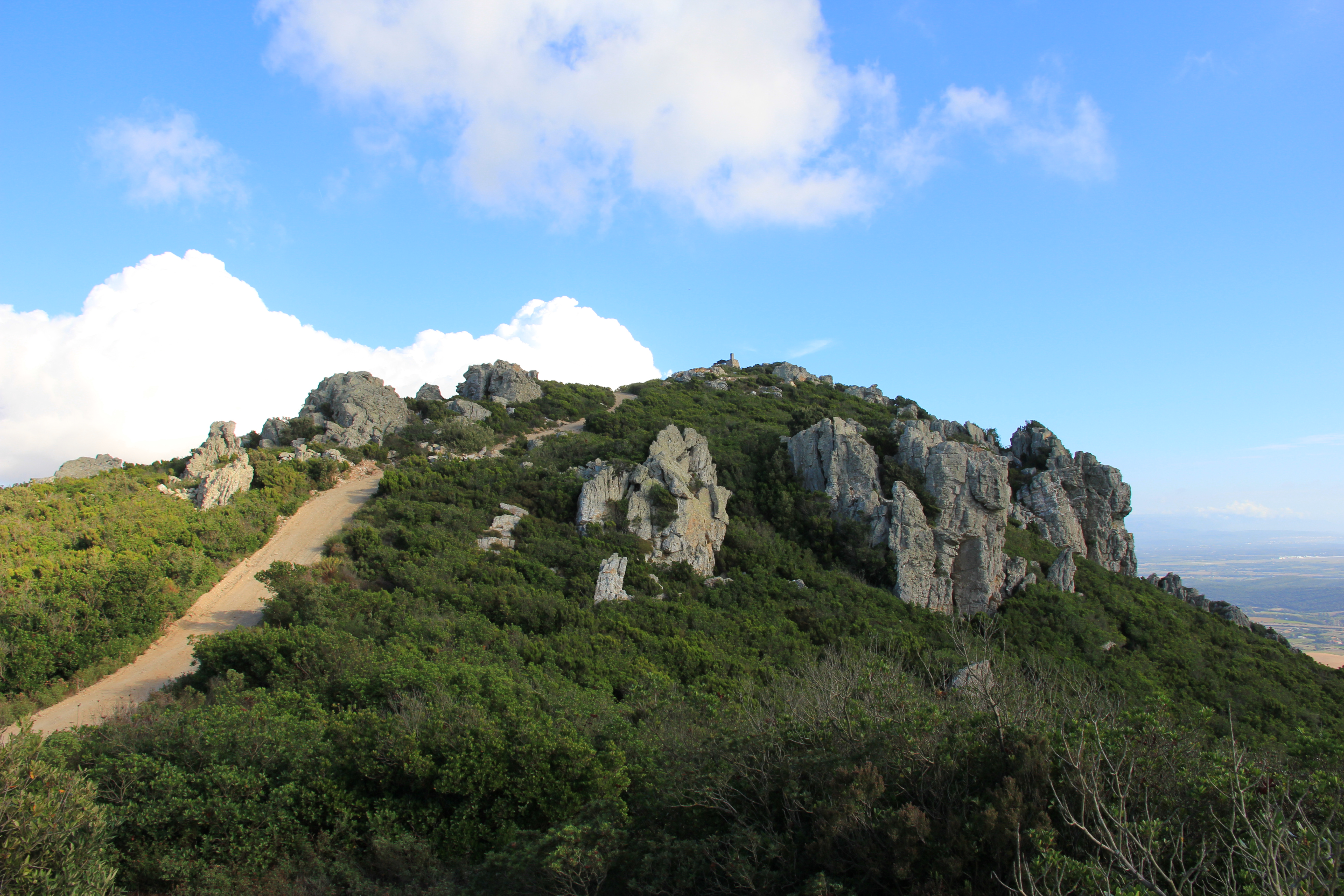
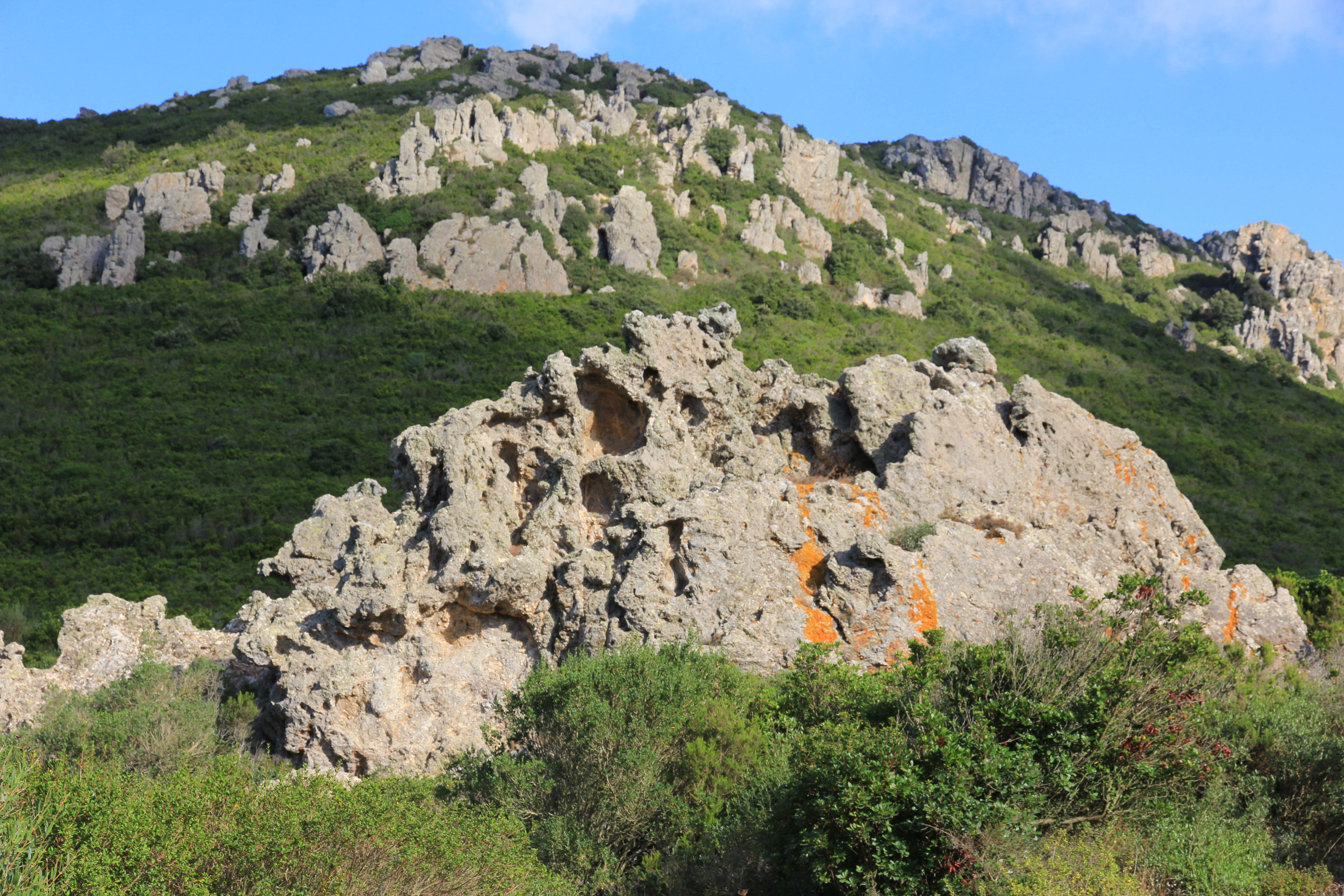
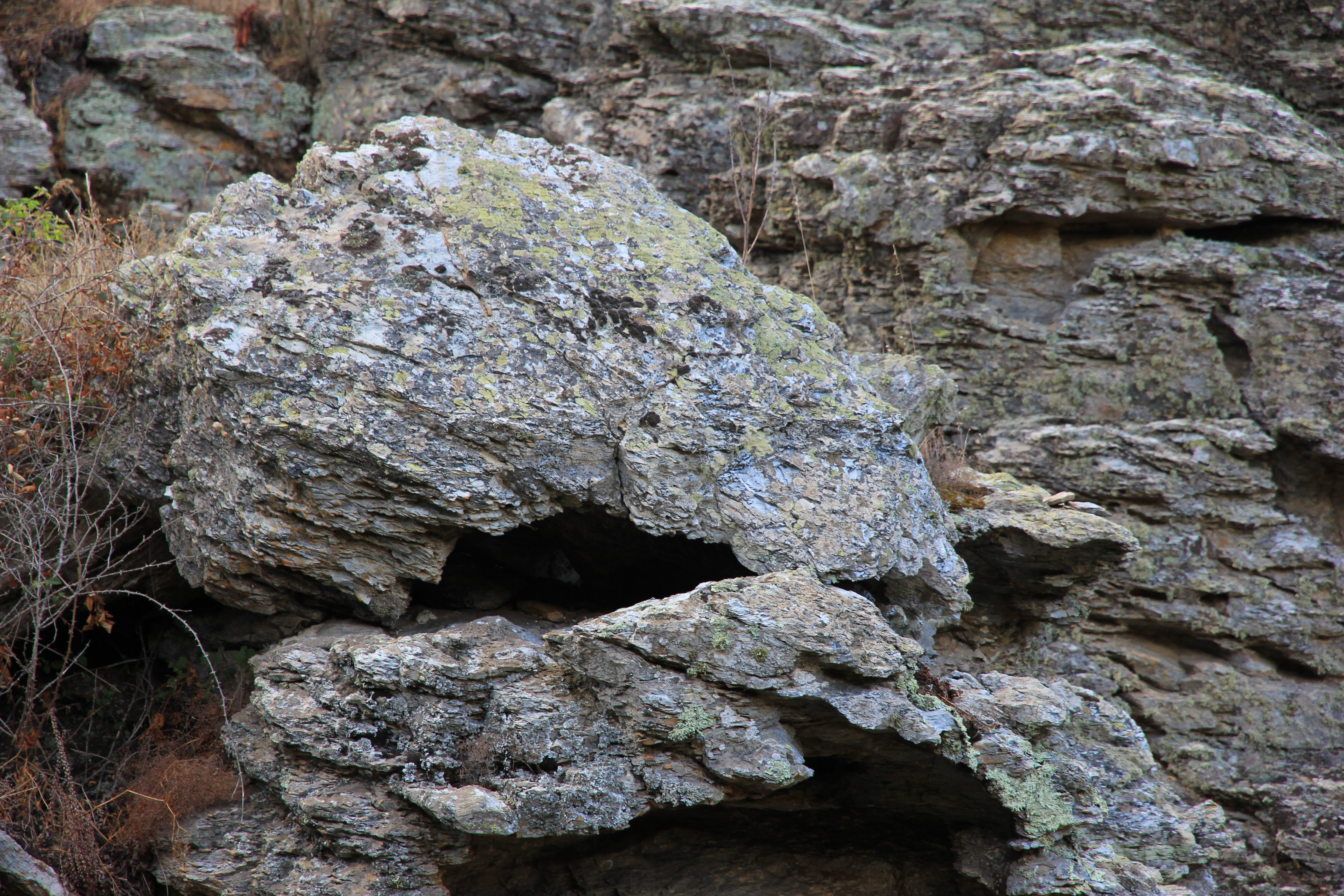
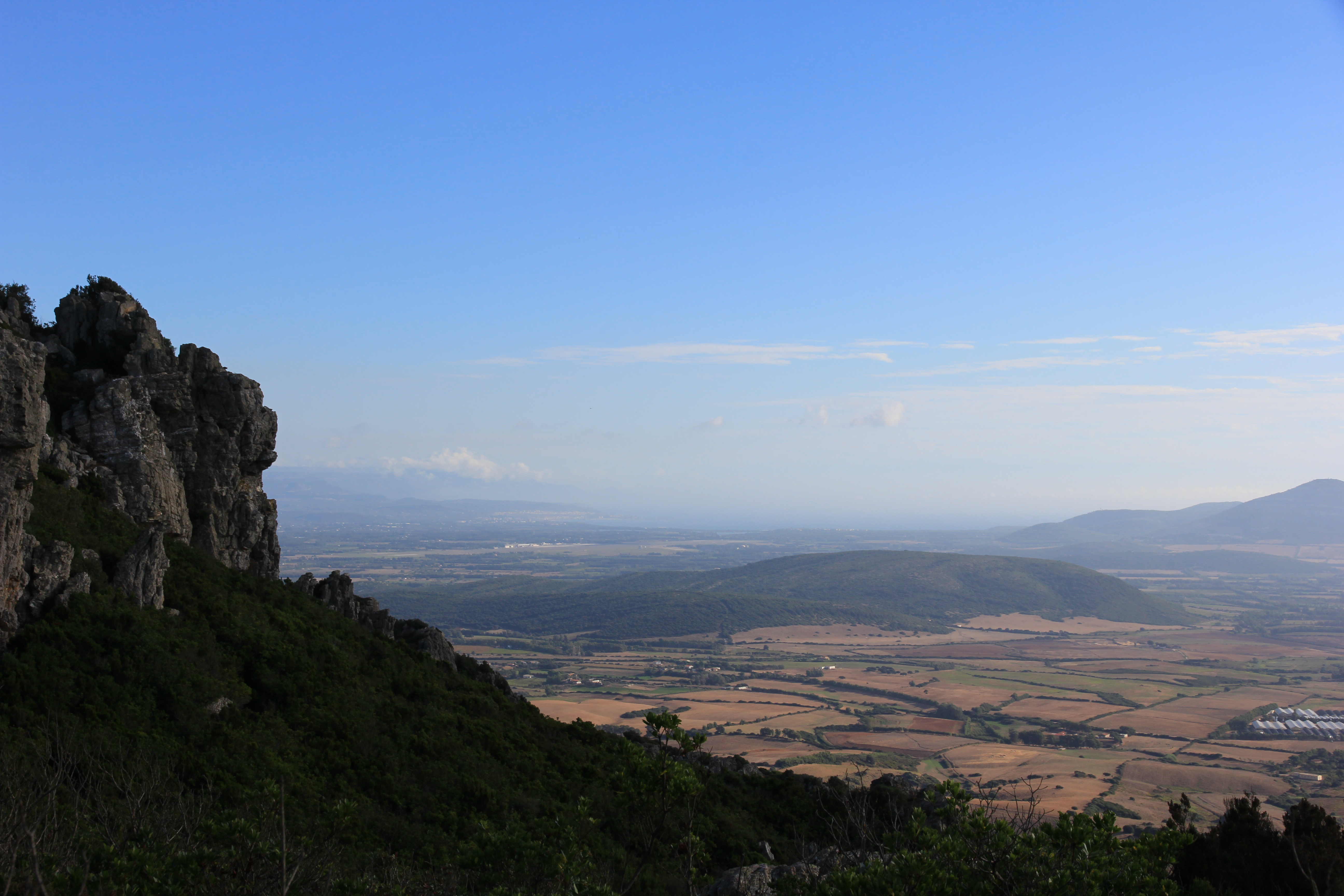
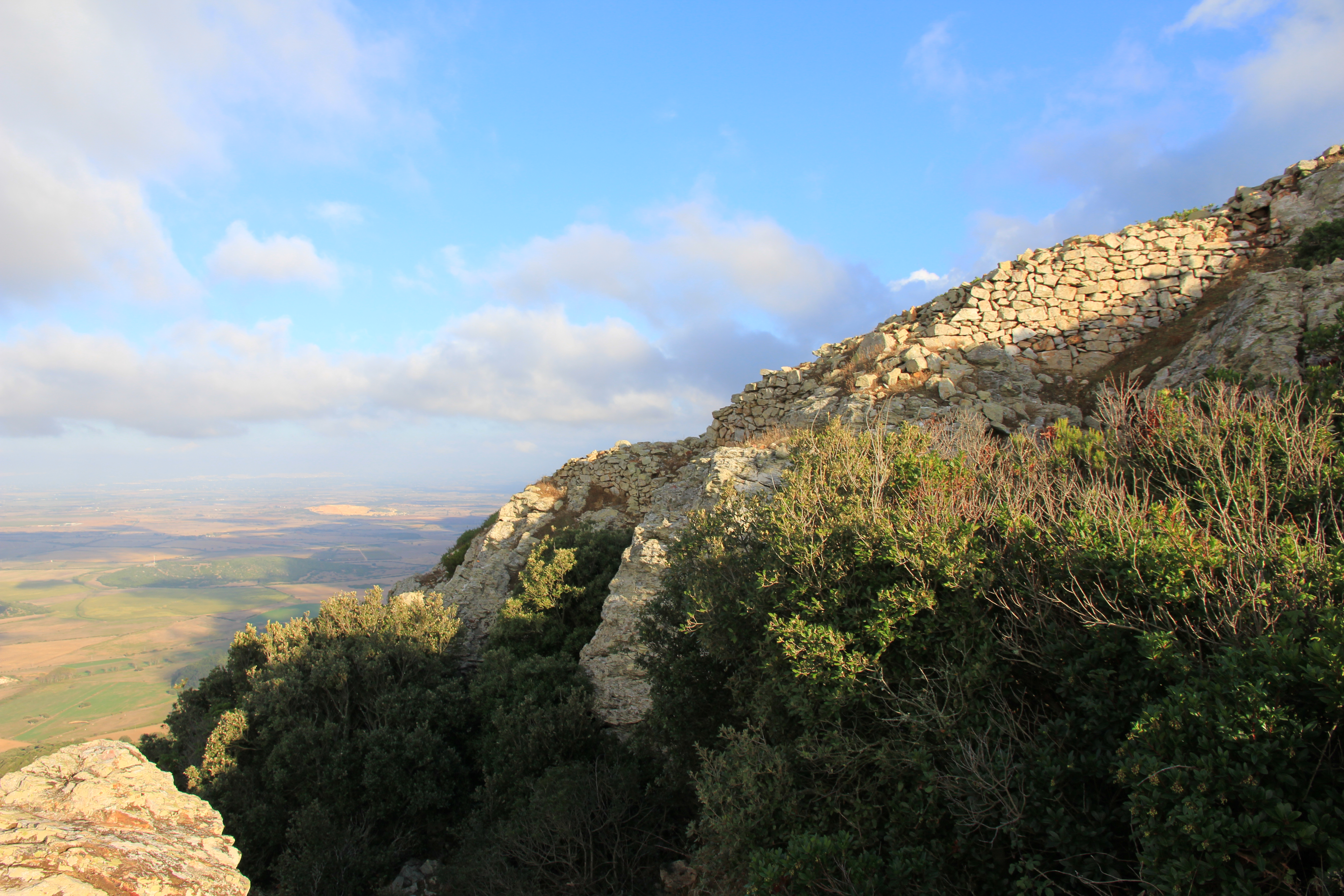